# Small European Postal Administration Cooperation

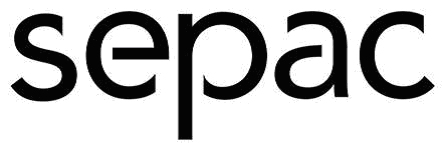
Logo der Sepac

Die Small European Postal Administration Cooperation (SEPAC) ist eine Organisation aus mehreren kleinen europäischen Postunternehmen. Nachdem Ende 2006 Luxemburg der Organisation beitrat, zählt sie mittlerweile 13 Mitglieder.
Die erste Gemeinschaftsausgabe der Sepac erschien am 1. Oktober 2007. Auch 2009 hat jedes Mitglied wieder eine Ausgabe herausgegeben.

## Mitglieder
| Staat         | Postunternehmen             |
| ------------- | --------------------------- |
| Åland-Inseln  | Åland Post                  |
| Färöer-Inseln | Posta                       |
| Gibraltar     | Royal Gibraltar Post Office |
| Grönland      | POST Greenland              |
| Guernsey      | Guernsey Post               |
| Island        | Íslandspóstur               |
| Isle of Man   | Isle of Man Post            |
| Jersey        | Jersey Post                 |
| Liechtenstein | Liechtensteinische Post     |
| Luxemburg     | Post Luxembourg             |
| Malta         | Malta Post                  |
| Monaco        | La Poste de Monaco          |
| San Marino    | Poste San Marino            |
| Vatikanstadt  | Poste Vaticane              |

## Mitgliedskriterien
1. Das Postunternehmen muss in Europa liegen.
2. Das Postunternehmen muss unabhängig sein.
3. Das Postunternehmen muss einen kleinen Heimmarkt haben und mehr als 50 % der Kunden müssen Kunden aus dem Ausland sein.[1]